# Малая Алгашка
Ма́лая Алга́шка (чув. Кӗҫӗн Улхаш) — река в России, протекает по Шумерлинскому району Чувашской Республики. Устье реки находится в 18 км по левому берегу реки Алгашка. Длина реки составляет 10 км.
Исток реки в лесах на границе с Порецким районом в 27 км к юго-востоку от Шумерли. Река течёт на северо-восток, протекает деревню Чувашские Алгаши и впадает в Алгашку между ней и деревней Русские Алгаши.

## Данные водного реестра
По данным государственного водного реестра России относится к Верхневолжскому бассейновому округу, водохозяйственный участок реки — Сура от устья реки Алатырь и до устья, речной подбассейн реки — Сура. Речной бассейн реки — (Верхняя) Волга до Куйбышевского водохранилища (без бассейна Оки).
Код объекта в государственном водном реестре — 08010500412110000039203.